# 亞洲管理研究所
亞洲管理研究所（英語：Asian Institute of Management）是一所位於菲律賓的商學院和研究中心，乃當前少數於亞洲獲得AACSB認證的高等學府。
AIM與哈佛商學院有學術合作關係，對學子採取哈佛所研擬的個案教學法等教育模式。美國《時代雜誌》旗下的《亞洲週刊》評論：針對高級主管的企業管理課程，AIM為亞太地區最優者。
1968年，由Ralph Z. Sorenson（安默斯特學院畢業生）與哈佛商學院於菲律賓的金融城－馬卡提市聯合創辦AIM，且經馬尼拉亞德雷歐大學與德拉薩大學認可。AIM的校董會由當地人士及一位外部董事組成；相關管理課程達二十種。
1995年，AIM由於教育亞洲人管理和發展的成就非凡，遂獲麥格塞塞獎 肯定。2000年，成為世界第一所因教育品質和校友畢業後表現傑出而獲得ISO 14001規章認證的學府。

## 商科
AIM教授兩項學位：授課時間16個月的企業管理碩士學位及授課時間11個月的管理碩士。授課方針主要按照哈佛商學院所研擬的個案教學法，並於課堂中針對亞洲的管理問題，採用於美國、歐洲等地發展而出的管理原則。歷經數十年的發展，AIM實際上已在亞洲企業營運方面，積累了內容豐富的資料庫。
AIM的發展管理中心（Center for Development Management，簡稱CDM）則是亞洲在發展管理學方面具專業領導地位的機構。自從CDM於1980年代成立以來，已協助區域內的多國政府、發展機構、非營利組織及多核心企業等解決相關問題。CDM本身提供予來自發展中國家經理級和高階主管授課時間11個月的發展管理碩士課程。此外CDM亦為亞洲企業提供研究、認證「發展管理」課程的學術服務與事業創立計劃，並在備受忽略但長久存在的社會暨經濟問題上提供解決之道。
另外AIM的（Executive Education and Life Long Learning Center，簡稱EXCELL）提供高階企業管理碩士課程予來自亞洲各地的專業人士進修；此項課程於2000年獲《亞洲週刊》（Asia Week）評為亞洲第一。

## 傑出校友
- Ashok Soota（MBM 1973）－MindTree Consulting PVT公司主席、執行董事（印度）
- Tien-Cheng Lee（MBM 1973）－德意志銀行前任台灣業務總經理（台灣）
- 陈觉中（TMP 1983）－Jollibee食品公司創辦人、董事長、執行長；Ernst & Young年度企業家獎得主（菲律賓）
- Napoleon Nazareno（MBM 1973）－菲律賓長途電話公司董事長、執行長（菲律賓）
- Robert Chandran（MBM 1974）－Chemoil集團董事長（新加坡）
- Kaiser Naseem（MBA 1984）－巴基斯坦中小企業銀行創辦人（巴基斯坦）
- Bambang Trianto（MM 1978）－印尼中央銀行（印尼）
- Jae-Neung Cha（MDP 1976）－Max管理顧問公司（大韓民國）
- Jesli Lapus（MBM 1973）－菲律賓教育部長校友、前任Tarlac籍眾議員、前任菲律賓土地銀行董事長（菲律賓）
- Angelo Reyes（MBM 1973）－菲律賓能源部長、前任國防部長（菲律賓）
- Guillermo Parayno, Jr.（MBM 1977）－菲律賓前任國稅局局長（菲律賓）
- Sri Dato Talho Mohd Hashim（MM 1976）－Sepakat Setia Perunding Sdn Bhd.（馬來西亞）
- Sukavich Rangsitpol（MDP 1976）－泰國副首相、教育部長（泰國）
- Daniel Choon Hui Koh（MDP 1972）－Roche Singapore股份有限公司主席、執行董事（新加坡）
- Renato de Villa（MBM 1972）－菲律賓前任國防部長、政務委員（菲律賓）
- Alfred Xerez-Burgos, Jr.（MBM 1971）－Landco Pacific集團董事長、執行長（菲律賓）
- Vikas Sinha（MBA 1983）－Alexion藥廠財務長、資深副總裁（美國）
- Perpetuo de Claro（MBM 1973）－菲律賓惠氏藥廠董事長、總經理（菲律賓）